# Liste des joueuses de Basket Lattes Montpellier Agglomération
Cet article présente la liste des joueuses de l'équipe de basket-ball féminine de Basket Lattes Montpellier Méditerranée Métropole Association.

## Saison 2022-2023
- Entraineur : Valéry Demory
- Assistant : Ahmed Mbombo Njoya

| Numéro | Nom             | Née le            | Taille | Nationalité | Poste |
| 47     | Romane Bernies  | 27 juin 1993      | 1,70 m | France      | 1     |
| 7      | Haley Peters    | 17 septembre 1992 | 1,91 m | États-Unis  | 3-4   |
| 13     | Élodie Naigre   | 5 juin 1995       | 1,82 m | France      | 4     |
| 23     | Ana Dabović     | 18 août 1989      | 1,82 m | Serbie      | 2     |
| 28     | Mamignan Touré  | 19 décembre 1994  | 1,83 m | France      | 1-2   |
| 25     | Marième Badiane | 24 novembre 1994  | 1,90 m | France      | 4-5   |
| 26     | Garance Rabot   | 4 juin 2002       | 1,79 m | France      | 4-3   |
| 31     | Kyara Linskens  | 13 novembre 1996  | 1,93 m | Belgique    | 5     |
| 35     | Julie Vanloo    | 10 février 1993   | 1.72 m | Belgique    | 1     |

## Saison 2021-2022
- Entraineur : Valéry Demory
- Assistant : Ahmed Mbombo Njoya

| Numéro | Nom                       | Née le            | Taille | Nationalité            | Poste |
| 47     | Romane Bernies            | 27 juin 1993      | 1,70 m | France                 | 1     |
| 0      | Olivia Époupa             | 30 avril 1994     | 1,65 m | France                 | 1     |
| 3      | Sydney Wallace            | 6 décembre 1993   | 1,73 m | États-Unis Royaume-Uni | 1-2   |
| 32     | Briana Day                | 21 mars 1995      | 1,93 m | États-Unis             | 5     |
| 4      | Bintou Marizy             | 1er février 1984  | 1,64 m | France Sénégal         | 1     |
| 7      | Haley Peters              | 17 septembre 1992 | 1,91 m | États-Unis             | 3-4   |
| 11     | Ana Filip                 | 20 juin 1989      | 1,95 m | France                 | 5     |
| 13     | Élodie Naigre             | 5 juin 1995       | 1,82 m | France                 | 4     |
| 21     | Katherine Plouffe         | 15 septembre 1992 | 1,91 m | Canada                 | 4- 5  |
| 23     | Ana Dabović               | 18 août 1989      | 1,82 m | Serbie                 | 2     |
| 28     | Mamignan Touré            | 19 décembre 1994  | 1,83 m | France                 | 1-2   |
| 32     | Avery Warley-Talbert      | 11 mai 1987       | 1,92 m | États-Unis             | 5     |
| 92     | Marie-Bernadette Mbuyamba | 5 janvier 1993    | 1,84 m | France                 | 4 - 3 |
| 93     | Diandra Tchatchouang      | 14 juin 1991      | 1,89 m | France                 | 3 - 4 |

En septembre 2021, après l'éviction de Stéphane Leite, le club annonce le retour de Valéry Demory pour un contrat de 4 ans. Par ailleurs, le club doit trouver une remplaçante à Ana Dabovic enceinte.
En octobre, l'effectif est renforcé par la meneuse Bintou Marizy .
L'américaine Avery Warley-Talbert ne dispute que trois rencontres de championnat (9,7 points à 92 % d'adresse et 6,7 rebonds) avant d'être remplacée par la canadienne Katherine Plouffe,.
Fin décembre 2021, Katherine Plouffe quitte Montpellier pour rejoindre Roche Vendée. En janvier 2022, alors que le contrat de Bintou Marizy n'a pas été prolongé, le club (4 victoires et 6 défaites en championnat) enregistre le retour de Romane Bernies qui avait joué le début de saison en Pologne, ainsi que le retour de blessure d'Ana Dabović. Début mars 2022, le club annonce la fin de saison d'Ana Filip et son remplacement par Briana Day.

## Saison 2020-2021
- Entraineur : Thibaut Petit
- Assistant : Ahmed Mbombo Njoya

| Numéro | Nom                       | Née le            | Taille | Nationalité | Poste |
| 1      | India Farcy               | 31 juillet 2002   | 1,78 m | France      | 1 - 2 |
| 2      | Myisha Hines-Allen        | 30 mai 1996       | 1,88 m | États-Unis  | 3-4   |
| 7      | Nabala Fofana             | 20 janvier 2000   | 1,73 m | France      | 5     |
| 10     | Cheyenne Parker           | 22 août 1992      | 1,93 m | États-Unis  | 4 - 5 |
| 11     | Ana Maria Filip           | 20 juin 1989      | 1,95 m | France      | 5     |
| 13     | Marie-Michelle Milapie    | 6 février 1996    | 1,92 m | France      | 4 - 5 |
| 22     | Julie Allemand            | 7 juillet 1996    | 1,73 m | Belgique    | 1     |
| 23     | Ana Dabović               | 18 août 1989      | 1,82 m | Serbie      | 2     |
| 23     | Romana Hejdová            | 9 mai 1988        | 1,84 m | Tchéquie    | 2-3   |
| 25     | Asia Durr                 | 5 avril 1997      | 1,78 m | États-Unis  | 2     |
| 28     | Mamignan Touré            | 19 décembre 1994  | 1,83 m | France      | 1-2-3 |
| 24     | Napheesa Collier          | 23 septembre 1996 | 1,88 m | États-Unis  | 3     |
| 47     | Romane Bernies            | 27 juin 1993      | 1,70 m | France      | 1     |
| 92     | Marie-Bernadette Mbuyamba | 5 janvier 1993    | 1,84 m | France      | 4 - 3 |
| 93     | Diandra Tchatchouang      | 14 juin 1991      | 1,89 m | France      | 3 - 4 |

Malade du Covid 19, Asia Durr reporte son arrivée au mois de janvier 2020 pour des raisons de santé et devait être remplacée par Allisha Gray, mais cette dernière étant également forfait, le club engage Myisha Hines-Allen. Nia Coffey indisponible, Montpellier engage la tchèque Alena Hanušová, mais elle quitte le club durant la préparation pour rejoindre un club turc, ce qui contraint le club à se retourner vers Cheyenne Parker, vue furtivement l'an passée au club. Ana Dabović indisponible en début de saison, le club engage la tchèque Romana Hejdová, qui est remerciée mi-décembre et rejoint Nantes. Libérée par le club belge de Braine, Mamignan Touré vient renforcer Montpellier début décembre, alors que le club a toujours un effectif très limitée par de nombreuses blessures. Au retour d'Ana Filip blessée en février, l'intérieure Cheyenne Parker quitte le club pour laisser sa place à l'ailière WNBA Napheesa Collier.
Le 24 avril, le club remporte la Coupe de France. 
Julie Allemand et Myisha Hines-Allen sont élues dans le 5 majeurs LFB de la saison.

## Saison 2019-2020
- Entraineur : Thibaut Petit
- Assistant : Ahmed Mbombo Njoya

| Numéro | Nom                    | Née le            | Taille | Nationalité          | Poste |
| 3      | Ornella Bankolé        | 17 septembre 1997 | 1,81 m | France               | 2 - 3 |
| 7      | Klara Lundquist        | 28 août 1999      | 1,73 m | Suède                | 1-2   |
|        | Shey Peddy             | 28 octobre 1988   | 1,75 m | États-Unis Lettonie  | 1-2   |
| 13     | Marie-Michelle Milapie | 6 février 1996    | 1,92 m | France               | 4-5   |
| 15     | Gabby Williams         | 9 septembre 1996  | 1,80 m | France États-Unis    | 4     |
| 21     | Laëtitia Kamba         | 10 janvier 1987   | 1,87 m | France               | 3     |
| 23     | Stephanie Mavunga      | 24 février 1995   | 1,91 m | États-Unis           | 4-5   |
| 32     | Sami Whitcomb          | 20 juillet 1988   | 1,78 m | Australie États-Unis | 2     |
| 39     | Alix Duchet            | 30 décembre 1997  | 1,68 m | France               | 1     |
| 47     | Romane Bernies         | 27 juin 1993      | 1,70 m | France               | 1     |
| 93     | Diandra Tchatchouang   | 14 juin 1991      | 1,89 m | France               | 3-4   |

Après le départ en novembre de Klara Lundquist (mal du pays), le club accueille fin décembre l'américaine au passeport letton Shey Peddy. Cheyenne Parker arrive fin février en tant que Joker Médical.

## Saison 2018-2019
- Entraineur : Rachid Meziane puis Thibaut Petit
- Assistant : Thibaut Petit

| Numéro | Nom                  | Née le            | Taille | Nationalité          | Poste |
| 2      | Taylor Wurtz         | 13 août 1990      | 1,83 m | États-Unis           | 3     |
| 3      | Ornella Bankolé      | 17 septembre 1997 | 1,81 m | France               | 2 - 3 |
| 7      | Endy Miyem           | 15 mai 1988       | 1,88 m | France               | 4     |
| 16     | Helena Ciak          | 15 décembre 1989  | 1,97 m | France               | 5     |
| 25     | Marielle Amant       | 9 décembre 1989   | 1,90 m | France               | 5     |
| 31     | Tina Trebec          | 10 mars 1990      | 1,90 m | Slovénie             | 5     |
| 32     | Sami Whitcomb        | 20 juillet 1988   | 1,78 m | Australie États-Unis | 2     |
| 39     | Alix Duchet          | 30 décembre 1997  | 1,68 m | France               | 1     |
| 47     | Romane Bernies       | 27 juin 1993      | 1,70 m | France               | 1     |
| 93     | Diandra Tchatchouang | 14 juin 1991      | 1,89 m | France               | 3-4   |
|        | Olesia Malachenko    | 21 février 1991   | 1,88 m | Ukraine              | 4-5   |
|        | Ana Dabović          | 18 août 1989      | 1,89 m | Serbie               | 2-3   |

En novembre 2018, la blessure au genou de Marielle Amant entraîne l'arrivée de l'internationale ukrainienne Olesia Malachenko déjà passée par les championnats français. En février 2019, bien que Marielle Amant ne sera pas encore revenue, elle n'est pas prolongée le club préférant décaler Diandra Tchatchouang en ailière forte et engager une arrière-ailière, Ana Dabović.

## Saison 2017-2018
- Entraîneur : Rachid Meziane
- Assistant : Aurélie Bonnan  puis en mars Damien Leroux et Nicolas Perez[22].

| Numéro | Nom             | Née le           | Taille | Nationalité       | Poste |
| 3      | Ornella Bankolé | 1997             | 1,81 m | France            | 3     |
| 4      | Anaël Lardy     | 24 octobre 1987  | 1,70 m | France            | 1-2   |
| 6      | Giorgia Sottana | 30 octobre 1987  | 1,77 m | Italie            | 2     |
| 6      | Sugar Rodgers   | 18 décembre 1989 | 1,75 m | États-Unis        | 2     |
| 11     | Ewelina Kobryn. | 7 mai 1982       | 1,91 m | Pologne           | 5     |
|        | Maïmouna Diarra | 30 janvier 1991  | 1,98 m | Sénégal           | 5     |
|        | Camille Little  | 18 janvier 1985  | 1,88 m | États-Unis        | 4     |
|        | Suzy Batkovic   | 17 décembre 1980 | 1,93 m | Australie Croatie | 5     |
| 15     | Fatimatou Sacko | 12 avril 1985    | 1,83 m | France            | 4-3   |
| 18     | Assitan Koné    | 23 avril 1995    | 1,90 m | France            | 4     |
| 44     | Courtney Hurt   | 5 mars 1990      | 1,81 m | États-Unis        | 4     |
| 46     | Romy Bär        | 17 mai 1987      | 1,90 m | Allemagne         | 3     |
| 47     | Romane Bernies  | 27 juin 1993     | 1,70 m | France            | 1     |

Le club gagne sa qualification pour l'Euroligue 2017-2018 en s'imposant contre les Hongroises du KSC Szekszard . Le club termine la compétition européenne avec une seule victoire. Le club termine septième de la saison régulière.

## Saison 2016-2017
- Entraîneur : Valéry Demory
- Assistant : Guy Prat

| Numéro | Nom              | Née le          | Taille | Nationalité  | Poste |
| 4      | Anaël Lardy      | 24 octobre 1987 | 1,70 m | France       | 1-2   |
| 6      | Anaïs Déas       | 30 octobre 1987 | 1,65 m | France       | 1     |
| 8      | Rachel Jarry     | 6 décembre 1991 | 1,83 m | Australie    | 2     |
| 10     | Sarah Michel     | 10 janvier 1989 | 1,80 m | France       | 2-3   |
| 11     | Géraldine Robert | 26 juin 1980    | 1,84 m | France Gabon | 3     |
| 12     | Gaëlle Skrela    | 24 janvier 1983 | 1,77 m | France       | 2     |
| 13     | Élodie Godin     | 5 juillet 1985  | 1,90 m | France       | 5     |
| 15     | Fatimatou Sacko  | 12 avril 1985   | 1,83 m | France       | 4-3   |
| 26     | Naomi Halman     | 10 janvier 1986 | 1,91 m | Pays-Bas     | 4     |
|        | Kristen Mann     | 10 août 1983    | 1,86 m | États-Unis   | 4     |

Montpellier annonce quatre arrivées : Rachel Jarry (1,86m, 25 ans), Géraldine Robert (1,84m, 36 ans), Fatimatou Sacko (1,83m, 31 ans) et Anaïs Déas (1,65m, 29 ans). En octobre 2016, elle signe à Montpellier pour trois mois comme joker médical de Naomi Halman.
Après avoir entamé la saison 2016-2017 en Roumanie, Lia Galdeira devait rejoindre le club en janvier 2017, mais elle se rétracte et ne prend le vol qui devait la mener en France.

## Saison 2015-2016
- Entraîneur : Valéry Demory
- Assistant : Guy Prat

| Numéro | Nom                 | Née le          | Taille | Nationalité    | Poste |
| 4      | Anaël Lardy         | 24 octobre 1987 | 1,70 m | France         | 1-2   |
|        | Lisa Berkani        | 19 mai 1997     | 1,76 m | France         | 1     |
| 6      | Jenna O'Hea         | 6 juin 1987     | 1,85 m | Australie      | 3     |
| 8      | Mistie Bass-Mims    | 2 décembre 1983 | 1,91m  | États-Unis     | 4-5   |
| 8      | Mame-Marie Sy-Diop. | 25 mars 1985    | 1,85m  | France Sénégal | 4     |
| 11     | Valériane Ayayi     | 29 avril 1994   | 1,84 m | France         | 3     |
|        | Sarah Michel        | 10 janvier 1989 | 1,80 m | France         | 2-3   |
| 12     | Gaëlle Skrela       | 24 janvier 1983 | 1,77 m | France         | 2     |
| 13     | Élodie Godin        | 5 juillet 1985  | 1,90 m | France         | 5     |
| 26     | Naomi Halman        | 10 janvier 1986 | 1,91 m | Pays-Bas       | 4     |

Avec une ossature assez stable, le BLMA recrute l'internationale Sarah Michel, mais perd la meneuse Ingrid Tanqueray.
Malgré ses résultats la saison précédente, le club renonce à disputer les compétitions européennes. Selon le président du club René Comes « Nous étions effectivement éligibles à l'Euroligue, mais nous avons demandé à la Fédération de ne pas nous inscrire. Il s'agit d'une décision ponctuelle. Nous ne pouvons prendre le risque de mettre en péril les finances du club. Il en coûte 150 000 euros pour participer, dont 20 000 euros  de caution à l'inscription, et nous ne disposons pas de ce financement-là ».
Vainqueur de la Coupe de France féminine de basket-ball, Montpellier s'impose également en finale du championnat contre Bourges deux victoires à une. Contrairement à 2015-2016, le club annonce qu'il disputera l'Euroligue l'année suivante.

## Saison 2014-2015
- Entraîneur : Valéry Demory
- Assistant : Guy Prat

| Numéro | Nom              | Née le           | Taille | Nationalité | Poste |
| 4      | Anaël Lardy      | 24 octobre 1987  | 1,70 m | France      | 1-2   |
| 6      | Jenna O'Hea      | 6 juin 1987      | 1,85 m | Australie   | 3     |
| 7      | Ingrid Tanqueray | 25 août 1988     | 1,66 m | France      | 1     |
| 8      | Mistie Bass-Mims | 2 décembre 1983  | 1,91m  | États-Unis  | 4-5   |
| 22     | Ines Ajanović    | 12 novembre 1980 | 1,96m  | Serbie      | 5     |
| 10     | Fleur Devillers  | 24 avril 1995    | 1,80 m | France      | 1-2   |
| 11     | Valériane Ayayi  | 29 avril 1994    | 1,84 m | France      | 3     |
| 12     | Gaëlle Skrela    | 24 janvier 1983  | 1,77 m | France      | 2     |
| 13     | Élodie Godin     | 5 juillet 1985   | 1,90 m | France      | 5     |
| 26     | Naomi Halman     | 10 janvier 1986  | 1,91 m | Pays-Bas    | 4     |

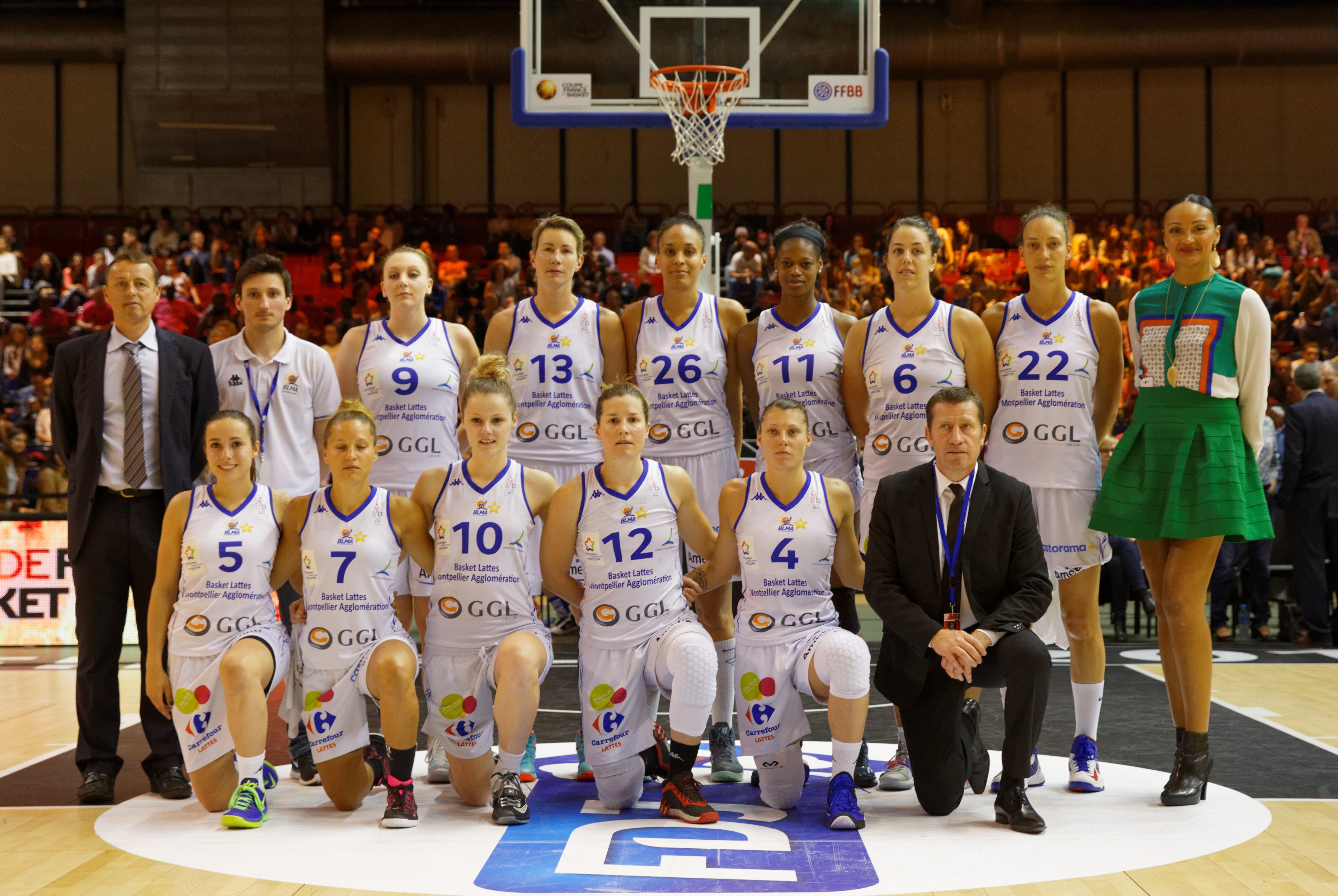
L'équipe lors la finale de la Coupe de France 2015.

Le Basket Lattes Méditerranée Métropole Association réalise un exploit  en s'imposant en Turquie après prolongation contre le champion d'Europe sortant Galatasaray (59-66) avec une Valériane Ayayi exceptionnelle (30 points à 10/15 dont 4/5 à trois points et 12 rebonds), aidée par les 19 rebonds d’Élodie Godin pour sa lors de sa première rencontre d'Euroligue.
Montpellier remporte la Coupe de France 76-69 face à Bourges après avoir échoué en demi-finales des playoffs. Le coach Valéry Demory juge qu' « après une saison qui a été quand même bonne car on finit deuxième. Malheureusement en playoffs on a manqué d'expérience et de rage. Je pense que la défaite des playoffs y est pour beaucoup dans notre victoire ». La capitaine Gaëlle Skrela déclaire : « C'est un soulagement. Après l'élimination contre Villeneuve d'Ascq, les quinze derniers jours on allait à la salle mais c'était un peu dur car on avait le sentiment d'avoir raté quelque chose (...) On a travaillé pendant quinze jours pour essayer de garder du rythme et contrarier Bourges. On savait qu'elles étaient fatiguées par rapport à la finale ».

## Saison 2013-2014
- Entraîneur : Valéry Demory
- Assistant : Guy Prat

| Numéro | Nom                   | Née le           | Taille | Nationalité | Poste |
| 5      | Virginie Brémont      | 16 juillet 1987  | 1,77m  | France      | 1-2   |
| 6      | Lidija Turcinovic     | 27 août 1994     | 1,78m  | France      | 3     |
| 7      | Ingrid Tanqueray      | 25 août 1988     | 1,66m  | France      | 1     |
| 8      | Héléna Ciak           | 15 décembre 1989 | 1,97m  | France      | 5     |
| 10     | Fleur Devillers       | 24 avril 1995    | 1,80m  | France      | 1-2   |
| 11     | Géraldine Robert      | 26 juin 1980     | 1,84m  | France      | 4     |
| 12     | Gaëlle Skrela         | 24 janvier 1983  | 1,77m  | France      | 2     |
|        | Katsiaryna Snytsina   |                  | 1,88m  | Biélorussie | 3     |
| 15     | Fatimatou Sacko       | 12 avril 1985    | 1,85m  | France      | 4     |
| 20     | Shameka Christon      | 15 février 1982  | 1,88m  | États-Unis  | 3-4   |
| 53     | Gunta Baško-Melnbarde | 27 avril 1980    | 1,81m  | Lettonie    | 3     |

Battu par Basket Landes lors de la dernière journée de championnat, Montpellier hérite de la troisième place de la saison régulière.
Après deux échecs en 2012 et 2013, Montpellier gagne au Prado le 3e match pour remporter son premier titre LFB face à Bourges.

## Effectif 2012-2013
Le club finit en première position de la saison régulière avec 22 victoires et 4 défaites.
| Numéro | Nom                | Née le          | Taille | Nationalité | Poste |
| 4      | Lidija Turcinovic  | 27 août 1994    | 1,78m  | France      | 5     |
| 5      | Virginie Brémont   | 16 juillet 1987 | 1,77m  | France      | 1-2   |
| 6      | Ana Cata-Chitiga   | 20 juin 1989    | 1,94m  | France      | 5     |
| 9      | Émilie Gomis       | 18 octobre 1983 | 1,80m  | France      | 3     |
| 8      | Edwige Lawson-Wade | 14 mai 1979     | 1,70m  | France      | 1     |
| 22     | Kristen Mann       | 10 août 1983    | 1,86m  | États-Unis  | 4     |
| 10     | Géraldine Robert   | 26 juin 1980    | 1,84m  | France      | 4     |
| 11     | Ana Lelas          | 2 avril 1983    | 1,83m  | Croatie     | 2     |
| 12     | Gaëlle Skrela      | 24 janvier 1983 | 1,77m  | France      | 2     |
| 15     | Fatimatou Sacko    | 12 avril 1985   | 1,85m  | France      | 4     |

## Effectif 2011-2012
| Numéro | Nom                   | Née le          | Taille | Nationalité | Poste |
| 4      | Edwige Lawson-Wade    | 14 mai 1979     | 1,70m  | France      | 1     |
| 5      | Virginie Brémont      | 16 juillet 1987 | 1,77m  | France      | 1-2   |
| 7      | Diandra Tchatchouang  | 14 juin 1991    | 1,86m  | France      | 3     |
| 10     | Kristen Mann          | 10 août 1983    | 1,86m  | États-Unis  | 4     |
| 14     | Stephany Skrba        | 13 avril 1987   | 1,96m  | Canada      | 5     |
| 11     | Ana Lelas             | 2 avril 1983    | 1,83m  | Croatie     | 2     |
| 12     | Gaëlle Skrela         | 24 janvier 1983 | 1,77m  | France      | 2     |
| 13     | Sandra Dijon-Gérardin | 10 janvier 1976 | 1,92m  | France      | 5     |
| 15     | Fatimatou Sacko       | 12 avril 1985   | 1,85m  | France      | 4     |
|        | Kaayla Chones         | 11 janvier 1981 | 1,91m  | États-Unis  | 5     |

## Effectif 2010-2011
| Numéro | Nom                   | Née en | Taille | Nationalité | Poste |
| 4      | Johanne Drozd         | 1992   | 1,70m  | France      | 2     |
| 5      | Virginie Brémont      | 1987   | 1,77m  | France      | 1-2   |
| 6      | Alicia Poto           | 1972   | 1,66m  | Australie   | 1     |
| 7      | Iva Perovanovic       | 1983   | 1,88m  | Monténégro  | 4-5   |
| 8      | Cyrielle Hughes       | 1990   | 1,86m  | France      | 4     |
| 10     | Brittainey Raven      | 1988   | 1,83m  | États-Unis  | 3     |
| 14     | Ines Ajanović         | 1980   | 1,96m  | Serbie      | 5     |
| 11     | Ana Lelas             | 1983   | 1,83m  | Croatie     | 2     |
| 12     | Gaëlle Skrela         | 1983   | 1,77m  | France      | 2     |
| 13     | Sandra Dijon-Gérardin | 1976   | 1,92m  | France      | 5     |
| 15     | Fatimatou Sacko       | 1985   | 1,85m  | France      | 4     |

Coach : Valéry Demory 

Assistant : Guy Prat

## Effectif 2007-2008
| Numéro | Nom                  | Née en | Taille | Nationalité | Poste |
| 4      | Maryléne Guerra      | 1988   | 1,85m  | France      | 3-4   |
| 5      | Katarina Manić       | 1980   | 1,81m  | Serbie      | 1-2   |
| 6      | Grace Daley          | 1978   | 1,70m  | États-Unis  | 2     |
| 7      | Christelle Jouandon  | 1974   | 1,83m  | France      | 3     |
| 8      | Gunta Baško          | 1980   | 1,81m  | Lettonie    | 2     |
| 10     | Aurélie Bonnan       | 1983   | 1,87m  | France      | 4     |
| 11     | Charline Servage     | 1988   | 1,70m  | France      | 1     |
| 13     | Sandra Dijon         | 1976   | 1,92m  | France      | 5     |
| 14     | Élodie Bertal        | 1984   | 1,90m  | France      | 4     |
| 15     | Adriana Moisés Pinto | 1978   | 1,72m  | Brésil      | 1     |
| ?      | Manon Vierne         | 1989   | 1,81m  | France      | 2     |
| ?      | Gaëlle Skrela        | 1983   | 1,77m  | France      | 2     |